# Niló 6

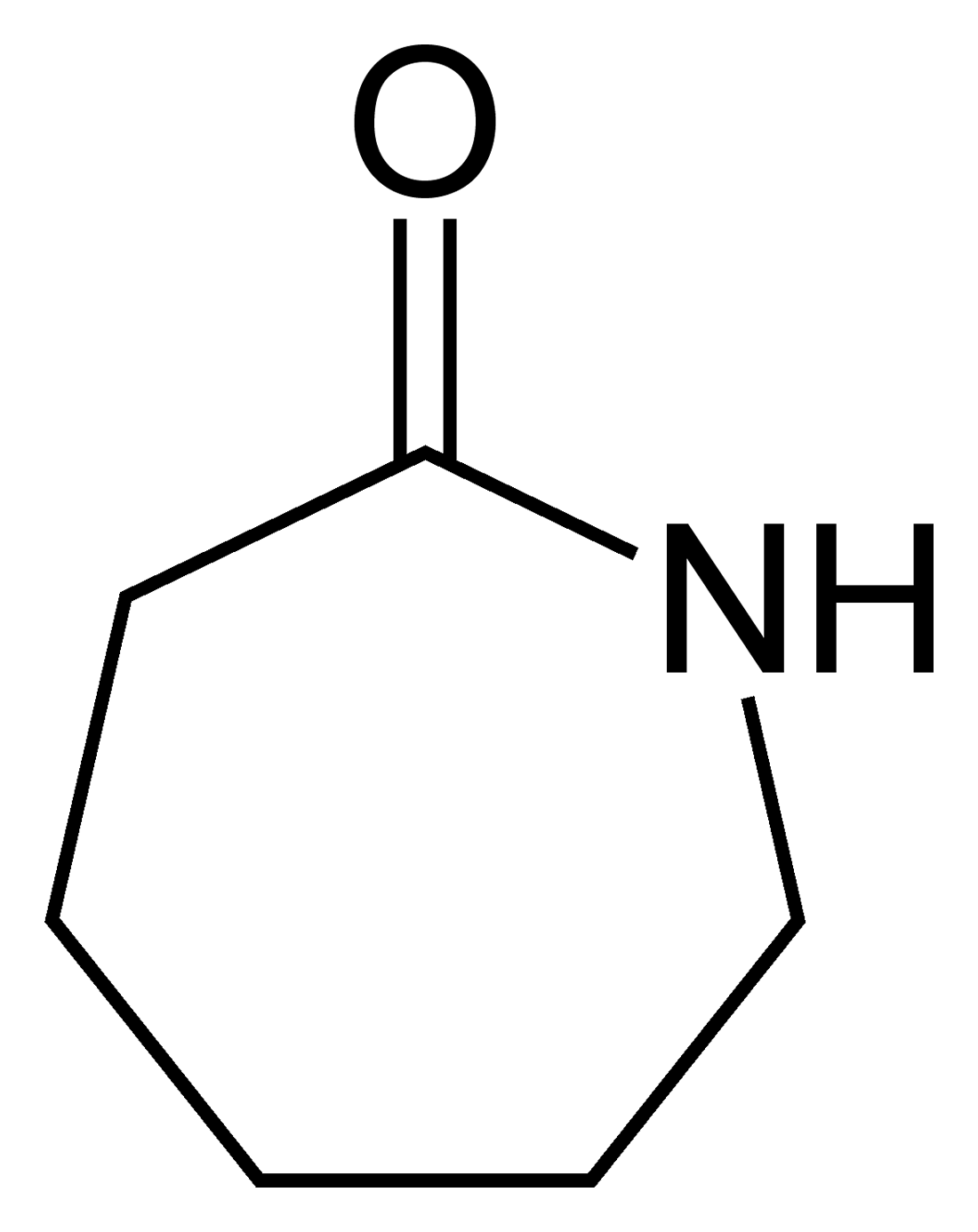
Caprolactama molècula usada per a sintetitzar niló 6 en polimerització en anell obert

Niló 6 o perló o policaprolactama és un polímer desenvolupat per Paul Schlack a l'antic conglomerat alemany IG Farben (1925-1952) per reproduir les propietats del niló sense violar la patent americana. Al votant del mateix temps, Kohei Hoshino a Toray també va aconseguir sintetitzar niló 6. És una poliamida semicristal·lina. Al contrari que la majoria dels altres nilons, el niló 6 no és un polimer de condensació sinó que es forma per polimerització en anell obert. Es ven sota nombrosos noms comercials incloent Perlon (Alemanya), Dederon (antiga República Democràtica Alemanya), Nylatron, Capron, Ultramid, Akulon, Kapron (antiga Unió soviètica), i Durethan.

## Propietats
Les fibres de niló 6 són dures, tenen una alta resistència a la tensió i són elàstiques i brillants. No es rebreguen i resisteixen l'abrasió, els àcids i els àlcalis. Aquestes fibres poden absorbir fins a un 2,4% d'aigua. La temperatura de transició de vidre del niló 6 és de 47 °C.
Generalment, és de color blanc, però es pot tintar en diversos colors. La seva tenacitat es troba entre 6 i 8,5 gm/den amb una densitat d'1,14 gm/cc. El seu punt de fusió és 215 °C i es pot escalfar fins a 150 °C de mitjana.

## Aplicacions
El 2010 es van produir més de quatre milions de tones de niló 6. El 60% de la producció es fa servir en una àmplia gamma de productes que requereixen materials d'alta resistència. És àmpliament utilitzat per a engranatges, accessoris i coixinets, en la indústria de l'automoció per a la radiació i com a material per a caixes d'eines elèctriques. El niló 6 s'utilitza com a fil en els raspalls de dents, sutures quirúrgiques i cordes per a instruments musicals acústics i clàssics, incloent-hi guitarres, sitars, violins, violes i violoncels.
També s'utilitza en la fabricació d'una gran varietat de fils, cordes, filaments, xarxes i cordons de pneumàtics, com peces de punt i malles. Es pot reutilitzar com a material de partida per a nou niló 6, mitjançant despolimerització a caprolactama. Pot ser retardant del foc.

## Biodegradació
Flavobacterium sp. i Pseudomonas sp. (NK87) degraden els oligòmers de niló, però no els polímers.